# Janina Klawe
Janina Zofia Klawe (Baranavichy, 16 de janeiro de 1921 — Varsóvia, 28 de fevereiro de 2008) foi uma historiadora e tradutora polaca. Professora da Universidade de Varsóvia, tornou-se reconhecida por traduzir inúmeras obras luso-brasileiras para a língua polonesa; dentre elas, romances escritos por Machado de Assis, Lygia Fagundes Telles e Fernando Pessoa.